# Marceli Poniński
Marceli Poniński herbu Łodzia (ur. 6 stycznia 1749 w Szyszynie, zm. 27 września 1816) – wojski gnieźnieński, poseł na Sejm Czteroletni z województwa gnieźnieńskiego w 1790 roku.
W 1781 nabył od Adama Ponińskiego klucz Wrześni.
Był członkiem Zgromadzenia Przyjaciół Konstytucji Rządowej. Sędzia sejmowy ze stanu rycerskiego z Prowincji Wielkopolskiej w 1791 roku.
Złożył akces do konfederacji województwa gnieźnieńskiego konfederacji targowickiej.